# Solo für Weiss – Schlaflos
Solo für Weiss – Schlaflos ist ein deutscher Kriminalfilm von Maria von Heland aus dem Jahr 2020 mit Anna Maria Mühe als LKA-Zielfahnderin Nora Weiss in der Hauptrolle. Es handelt sich um den fünften Solo-für-Weiss-Film.

## Handlung
Das LKA Kiel kann den internationalen Drogendealer Jesper Alm überführen, doch diesem gelingt es, sich von den Kripobeamten loszureißen, und er erschießt bei seiner Flucht eines der Mädchen, mit denen er zuvor einen Drogendeal vollzogen hat. Danach kann sich Alm erfolgreich mit seiner Freundin Silvi absetzen, allerdings müssen sie die Drogen vor Ort zurücklassen. Die ermittelnde LKA-Zielfahnderin Nora Weiss wird von dem Fall wegen Befangenheit abgezogen. Sie kannte die Familie des von Alm erschossenen Mädchens. Ihr Kollege Simon Brandt ermittelt folglich alleine an dem Fall, der für seine Kollegin eine Wendung nimmt, als deren Vater und ihre Freundin Anne von Alm entführt werden. Er fordert sein Kokain zurück, ansonsten würden die beiden sterben müssen.
Weiss, die niemanden von der Entführung erzählt hat, versucht auf eigene Faust über Silvi den Aufenthaltsort der Entführten zu erfahren. Das Mädchen hatte sich vor kurzem an sie gewandt hatte, weil auch sie mit dem Tod ihrer Freundin nicht gut klar kommt. Doch angeblich weiß sie nichts über Alms aktuellen Aufenthaltsort. Der setzt inzwischen die Kommissarin zeitlich unter Druck und droht seine Geiseln in die Luft zu sprengen, wenn sie nicht binnen einer halben Stunde seine „Ware“ heran schafft. Unter einem Vorwand verschafft sich Weiss Zugang zur Asservatenkammer und holt das Kokain. Alm schickt ihr derweil laufend Nachrichten auf ihr Handy, wo sie hinzufahren hat. Das führt sie bis nach Schweden wo, zu ihrer Überraschung, die Eltern der getöteten Maria ein Grundstück besitzen. Sie liefert dort das Kokain bei einer anscheinend militärisch gesinnten Gruppe, die sich „Nation 1“ nennt, ab. Da ihr nicht gesagt wird, wo sich ihr Vater befindet, macht sich auf den Weg zurück nach Deutschland. Die Gruppe kann derweil von der schwedischen Polizei verhaftet werden. 
Bei ihrer Ermittlungsarbeit hatte Weiss schwerwiegende Beweise gegen Joachim von Wenzel, den Vater der getöteten Maria, gefunden. Sein Wahn, mit allen Mitteln seine ganz persönlichen, nationalsozialistischen Ziele zu verfolgen, hat ihn sogar dazu getrieben, seine eigene Tochter zu instrumentalisieren. Er hatte den Drogendeal mit Alm eingefädelt, um seinen Mitstreitern in Schweden das nötige Kapital zu verschaffen. Weiss vermutet daher Alm auf seinem Anwesen. Damit soll sie recht behalten, und als sie gemeinsam mit Polizeikollegen das Gut stürmt, findet sie Alm und auch die Geiseln. Während Alm sich zu rechtfertigen versucht, erschießt ihn, für die Polizei völlig unerwartet, der noch immer zutiefst im Nationalsozialismus verhangene Vater Joachim von Wenzels mit den Worten: „Der Sache dienen, heißt Opfer bringen.“ Nun wird allerdings nicht nur Walter von Wenzel festgenommen, sondern auch Kommissarin Weiss, wegen der nichtgenehmigten Drogenübergabe. Joachim von Wenzel äußert daraufhin sehr überheblich: „Sie werden die Zukunft nicht aufhalten, Frau Weiss.“

## Hintergrund
Die Dreharbeiten für Solo für Weiss – Schlaflos erstreckten sich vom 29. Januar 2019 bis zum 1. März 2019 und fanden in Schleswig-Holstein an Schauplätzen in Kiel, Travemünde und Wensin statt, weitere Szenen entstanden in Hamburg. Erstmals wurde für die Reihe auch außerhalb von Deutschland in Schweden gedreht, es gastiert unter anderem der schwedische Schauspieler Anastasios Soulis als Bösewicht Jesper Alm. Die Erstausstrahlung war am 19. Oktober 2020 als „Fernsehfilm der Woche“ im ZDF.

## Rezeption

### Einschaltquote
Den fünften Film der Krimireihe sahen am 19. Oktober 2020 insgesamt 5,40 Millionen Zuschauer. Dies ergab einen Marktanteil von 17,3 Prozent.

### Kritik
Rainer Tittelbach von tittelbach.tv urteilte: „Nach der durchwachsenen letzten Episode findet ‚Solo für Weiss‘ […] mit ‚Schlaflos‘ wieder zu jenen Qualitäten zurück, die die Reihe mit Anna Maria Mühe so stark gemacht haben.“ „Der optisch ohnehin aufwändig anmutende Thriller [wirkt] genauso kühl und elegant wie seine Heldin. Seine atmosphärische Spannung verdankt ‚Schlaflos‘ allerdings in erster Linie der ausgezeichneten Musik von Florian Tessloff.“
Bei evangelisch.de wertete Tilmann P. Gangloff: „Das Handlungsmuster der Geschichte mag zunächst nicht weiter originell klingen, aber das von Regisseurin Maria von Heland bearbeitete Drehbuch spitzt die Jagd zum Zweikampf zu.“ „Ebenso simpel wie effektiv sorgt fortan der regelmäßig eingeblendete Countdown dafür, dass die Spannung selbst dann nicht abreißt, wenn sich gerade mal nichts ereignet.“
Christian Lukas von Quotenmeter.de meinte: „Es fällt schwer, sich nach diesem Einstieg dieser Episode zu entziehen.“ „Im Angesicht des Todes ist die Angst, die sie [(Nora Weiss)] spürt, mit Händen greifbar.“ „Es ist keine ganz große Überraschung, dass die Geschichte ein bisschen komplexer ist als sie auf den ersten Blick erscheint“ und in der „Hintergrundgeschichte steckt das Potenzial eines eigenen Spielfilmes.“ Die muss deshalb „leider in einem Tempo durchgepeitscht werden […], dass sich die Frage stellt, ob ‚Solo für Weiss – Schlaflos‘ in Wahrheit ein Zweiteiler werden sollte.“